# Дуга Лука (Лабин)
Дуга Лука (итал. Portolungo) је насељено место у Републици Хрватској у Истарској жупанији. Административно је у саставу града Лабина.

## Становништво
Према последњем попису становништва из 2001. године у насељу Дуга Лука живело је 20 становника који су живели у 7 породичних домаћинстава.
Кретање броја становника по пописима 1857—2001.
| година пописа  | 1857. | 1869. | 1880. | 1890. | 1900. | 1910. | 1921. | 1931. | 1948. | 1953. | 1961. | 1971. | 1981. | 1991. | 2001. |
| бр. становника | 0     | 0     | 76    | 75    | 74    | 65    | 0     | 0     | 32    | 43    | 30    | 21    | 18    | 18    | 20    |

Напомена:У 1857., 1869. и 1931. подаци су садржани у насељу Света Марина, општина Раша, а у 1921. у насељу Брег. У 1880. и 1890. исказано као део насеља..